# Leptophius
Leptophius är ett släkte av skalbaggar som beskrevs av Henri Coiffait 1983. Leptophius ingår i familjen kortvingar.
Släktet innehåller bara arten Leptophius flavocinctus.